# Persée
Persée è una biblioteca digitale open access contenente riviste accademiche prevalentemente in lingua francese, fondata dal Ministero dell'Istruzione della Repubblica francese. Il sito è stato lanciato nel 2005 e viene attualmente mantenuto dall'École normale supérieure de Lyon, dal Centre national de la recherche scientifique e dall'Université de Lyon.
È uno dei più grandi portali francofoni dedicati alle scienze umane e sociali, con circa 600.000 documenti liberamente disponibili.